# Клешня (муниципальное образование город Алексин)
Клешня — деревня в Тульской области России. С точки зрения административно-территориального устройства входит в Шелепинский сельский округ Алексинского района. В плане местного самоуправления входит в состав муниципального образования город Алексин.

## География
Находится в северо-западной части региона, в пределах северо-восточного склона Среднерусской возвышенности, в подзоне широколиственных лесов, при автодороге 70К-003, на р. Крушма северо-западнее дер. Никулино и северо-восточнее села Спас-Конино.
Абсолютная высота — 232 метра над уровнем моря.

### Климат
Климат на территории деревни, как и во всём районе, характеризуется как умеренно континентальный, с ярко выраженными сезонами года. Средняя температура воздуха летнего периода — 16 — 20 °C (абсолютный максимум — 38 °С); зимнего периода — −5 — −12 °C (абсолютный минимум — −46 °С).
Снежный покров держится в среднем 130—145 дней в году.
Среднегодовое количество осадков — 650—730 мм..

## История

### Помещичье владение
- Ревизия 1850 — коллежский асессор Пётр Александрович Лихачёв (вместе с селениями Маньшино, Хрущовка, Есипово, Нарышкино, Ларино, Слободка, Зонинка).
- Ревизия 1857 — наследники П. А. Лихачёва

### Административное деление
По старому административному делению относилась к Спас-Конинской волости Алексинского уезда. Было приписано к церковному приходу в с. Спас-Конино.

## Население
| 2010 |
| ---- |
| 23   |

### Национальный и гендерный состав
Согласно результатам переписи 2002 года, в национальной структуре населения русские составляли 97 % из 38 чел.. Проживали по 19 мужчин и женщин.

## Инфраструктура
Личное подсобное хозяйство.

## Достопримечательности
Братская могила с захоронением воинов, погибших в период Великой Отечественной войны 1941—1945 гг.
Мемориал Великой Отечественной войны

## Транспорт
Деревня доступна автотранспортом. Остановка общественного транспорта «Поворот на Клешню».